# 龍神温泉

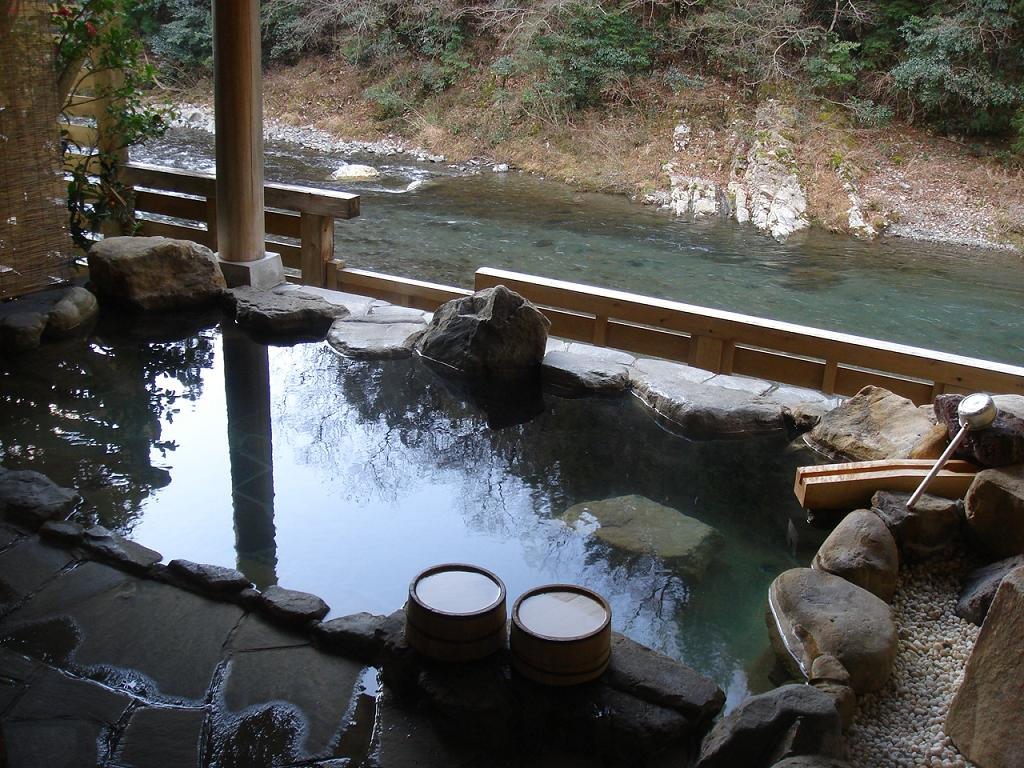
渓流を眺める露天風呂

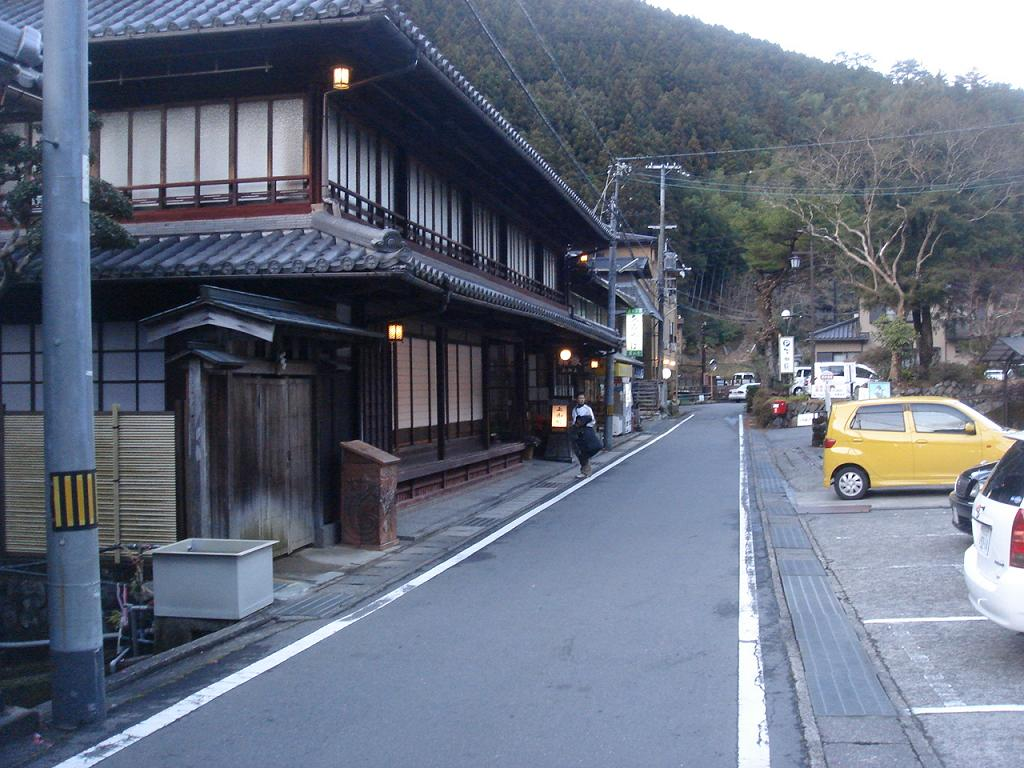
上御殿

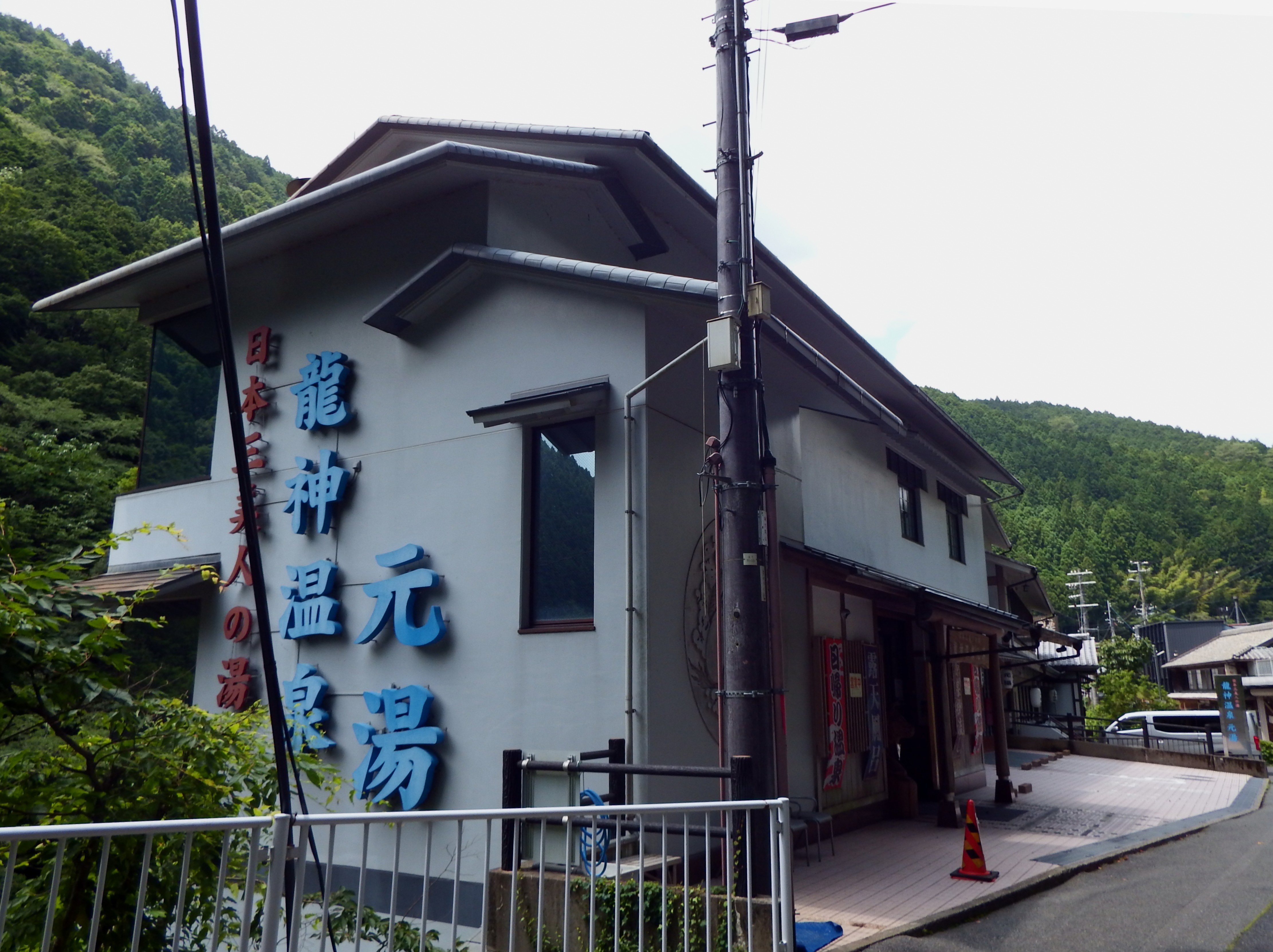
龍神温泉元湯

龍神温泉（りゅうじんおんせん）は、和歌山県田辺市龍神村（旧紀伊国日高郡）にある温泉。美肌効果の高い泉質で日本三美人の湯のひとつに数えられる。

## 泉質
- 炭酸水素塩泉（ナトリウム）
  - 源泉温度48°C

### 効能
- 浴用
  - 慢性皮膚病、神経痛、筋肉痛、関節痛、慢性消化器病、切り傷、火傷など
- 飲用
  - 慢性皮膚病、神経痛、筋肉痛、関節痛、慢性消化器病、切り傷、火傷など

## 温泉街
- 日高川に沿って旅館が並び、各旅館の露天風呂から渓流を眺める事ができる。
- 外湯として龍神温泉元湯がある。一部宿泊施設でも日帰り入浴が可能。

## 歴史
役小角が煙が出ているところを錫杖（しゃくじょう）で突いたことで発見されたという伝説がある。その100年後に弘法大師が難陀竜王のお告げによって浴場を開いたという。
江戸時代には紀州徳川家初代藩主の徳川頼宣が御殿を設けて浴室を整備。1999年10月には上御殿の建物が国の登録有形文化財に登録された。
中里介山による時代小説『大菩薩峠』やその映画化作品において、主人公・机龍之助が目を癒した所として採り上げられ、全国的に有名になった。
1996年（平成8年）5月2日、環境庁告示第26号により、国民保養温泉地に指定された。

## 周辺
- 小森谷渓谷
  - 衛門嘉門の滝
  - 白壺赤壺の滝
- 紀伊山地
- 護摩壇山
  - 護摩壇山森林公園
  - 道の駅田辺市龍神ごまさんスカイタワー
- 国道371号
- 国道425号

## アクセス
- バス（冬は運行されない）
  - JR紀勢本線(きのくに線)紀伊田辺駅から龍神バス｢季楽里龍神｣方面行きに乗車、約1時間20分｢龍神温泉｣下車
  - 南海鋼索線（高野山ケーブル）高野山駅から南海りんかんバスの予約制急行バスに乗車、『護摩壇山』にて龍神バス｢本宮大社前｣行きに乗り継ぎ約90分。護摩壇山からは約35分～40分（本数が非常に少ない）

## 日本三美人の湯
- 島根県 湯の川温泉 泉質：ナトリウム・カルシウム、硫酸塩・塩化物質
- 群馬県 川中温泉 泉質：カルシウム・硫酸塩温泉
- 和歌山県 龍神温泉 泉質：無色透明でナトリウム炭酸水素塩泉（重曹泉）で日本一

龍神温泉・湯の川温泉・川中温泉は、1989年に「日本三美人湯」として姉妹協定を結んだ。1989年以後持ち回りで「美人の湯サミット」を開催していたが、2004年のサミットが最後になった。2016年には共同でのプロモーションの試みが行われた。